# Либерти (тауншип, округ Полк, Миннесота)
Либерти (англ. Liberty) — тауншип в округе Полк, Миннесота, США. На 2000 год его население составило 144 человека.

## География
По данным Бюро переписи населения США площадь тауншипа составляет 93,5 км², из которых 93,4 км² занимает суша, а 0,1 км² — вода (0,08 %).

## Демография
По данным переписи населения 2000 года здесь находились 144 человека, 51 домохозяйство и 42 семьи. Плотность населения —  1,5 чел./км². На территории тауншипа расположено 54 постройки со средней плотностью 0,6 построек на один квадратный километр. Расовый состав населения: 99,31 % белых и 0,69 % приходится на две или более других рас. Испанцы или латиноамериканцы любой расы составляли 5,56 % от популяции тауншипа.
Из 51 домохозяйства в 37,3 % воспитывались дети до 18 лет, в 70,6 % проживали супружеские пары, в 5,9 % проживали незамужние женщины и в 17,6 % домохозяйств проживали несемейные люди. 17,6 % домохозяйств состояли из одного человека, при том 11,8 % из — одиноких пожилых людей старше 65 лет. Средний размер домохозяйства — 2,82, а семьи — 3,19 человека.
33,3 % населения — младше 18 лет, 4,2 % — в возрасте от 18 до 24 лет, 24,3 % — от 25 до 44, 22,9 % — от 45 до 64, и 15,3 % — старше 65 лет. Средний возраст — 37 лет. На каждые 100 женщин приходилось 102,8 мужчин. На каждые 100 женщин старше 18 приходилось 113,3 мужчин.
Средний годовой доход домохозяйства составлял 31 250 долларов, а средний годовой доход семьи —  32 813 долларов. Средний доход мужчин —  25 357  долларов, в то время как у женщин — 27 500. Доход на душу населения составил 28 938 долларов. За чертой бедности находились 7,7 % семей и 9,1 % всего населения тауншипа, из которых 4,0 % младше 18 и 13,6 % старше 65 лет.